# William Yeager
William "Bill" Yeager  (născut la 16 iunie 1940, San Francisco) este un matematician și inginer american de software.  Este cel mai larg cunoscut pentru că este inventatorul pachetului comutant (în limba engleză packet-switched, "Ships in the Night," un ruter de protocol multiplu. Invenția sa, brevetată in 1981, a fost realizată de-a lungul celor 20 de ani petrecuți la Stanford University, ca cercetător al Knowledge Systems Laboratory.
Codul a fost ulterior folosit ulterior (sub licență, începând cu 1987) de către compania Cisco Systems (care fusese creată în 1984 de către soții Len Bosack și Sandy Lerner) și a constat efectiv din nucleul sistemului de operare Cisco IOS, inventat și scris, de asemenea, de William Yeager.

## Educație
A absolvit University of California, Berkeley, în 1964, cu o diplomă în matematică, și-a continuat studiile, obținând un masterat în matematică la San Jose State University din San Jose, statul California, apoi în 1966 și și-a susținut dizertația de doctorat în matematică la University of Washington din Seattle, statul Washington în 1970.  Ulterior, a decis să abandoneze matematica pentru o carieră de cercetare din domeniul software-ului întrucât credea în viitorul calculatoarelor și al programării acestora.

## Alte realizări
William Yeager este de asemenea cunoscut datorită rolului său în crearea protocolului IMAP de curierat electonic și de scriere a programului de transfer de tip ttyftp, ce a fost ulterior transformat în versiunea MacIntosh a protocolului Kermit, la Columbia University.  Matematicianul, reformat ca inginer de software, a mai lucrat cinci ani pentru NASA Ames Research Center și zece ani pentru Sun Microsystems.  La Sun Microsystems, în calitate de Chief Technology Officer (cunoscut sub acronimul CTO) al Proiectlui JXTA a aplicat pentru acordarea de 40 de patente ale Statelor Unite.  În calitate de Chief Scientist la compania Peerouette, Inc., a aplicat pentru alte două patente ale Statelor Unite și două ale Uniunii Europene.  Din toate aplicațiile sale pentru patente, i s-au acordat 20, dintre care patru se referă la servere email de mare performanță, iar celelalte 16 se referă la protocolul Peer to Peer (acronim P2P) și la distributed computing.

## Patente
- Personal Server and network - Patent Application for Peerouette P2P Technology Arhivat în 13 septembrie 2012, la Wayback Machine.
- Global community naming authority - Patent Application for Peerouette P2P Technology Arhivat în 4 februarie 2012, la Wayback Machine.

### O listă a patentelor lui William Yeager
- [US Patent 6,167,402 - High Performance Message Store]
- [US Patent 6,735,770 - Method and apparatus for high performance access to data in a message store]
- [US Patent 6,418,542 - Critical signal thread]
- [US Patent 6,457,064 - Method and apparatus for detecting input directed to a thread in a multi-threaded process]
- [US Patent 7,065,579 - System using peer discovery and peer membership protocols for accessing peer-to-peer platform resources on a network]
- [US Patent 7,127,613 - Secured peer-to-peer network data exchange]
- [US Patent 7,136,927 - Peer-to-peer resource resolution]
- [US Patent 7,167,920 - Peer-to-peer communication pipes]
- [US Patent 7,213,047 - Peer trust evaluation using mobile agents in peer-to-peer networks]
- [US Patent 7,203,753 - Propagating and updating trust relationships in distributed peer-to-peer networks]
- [US Patent 7,222,187 - Distributed trust mechanism for decentralized networks]
- [US Patent 7,254,608 - Managing Distribution of Content Using Mobile Agents in Peer-to-Peer Networks]
- [US Patent 7,275,102 - Trust Mechanisms for a Peer-to-Peer Network Computing Platform]
- [US Patent 7,290,280 - Method and apparatus to facilitate virtual transport layer security on a virtual network]
- [US Patent 7,308,496 - Representing Trust in Distributed Peer-to-Peer Networks]
- [US Patent 7,340,500 - Providing peer groups in a peer-to-peer environment]
- [US Patent 8,108,455 - Mobile Agents in Peer-to-Peer networks]
- [US Patent 8,160,077 - Peer-to-Peer communication pipes]
- [US Patent 8,176,189 - Peer-to-Peer network computing platform]
- [US Patent 8,359,397 - Reliable peer-to-peer connections]